# Oberleitungsbus Riga

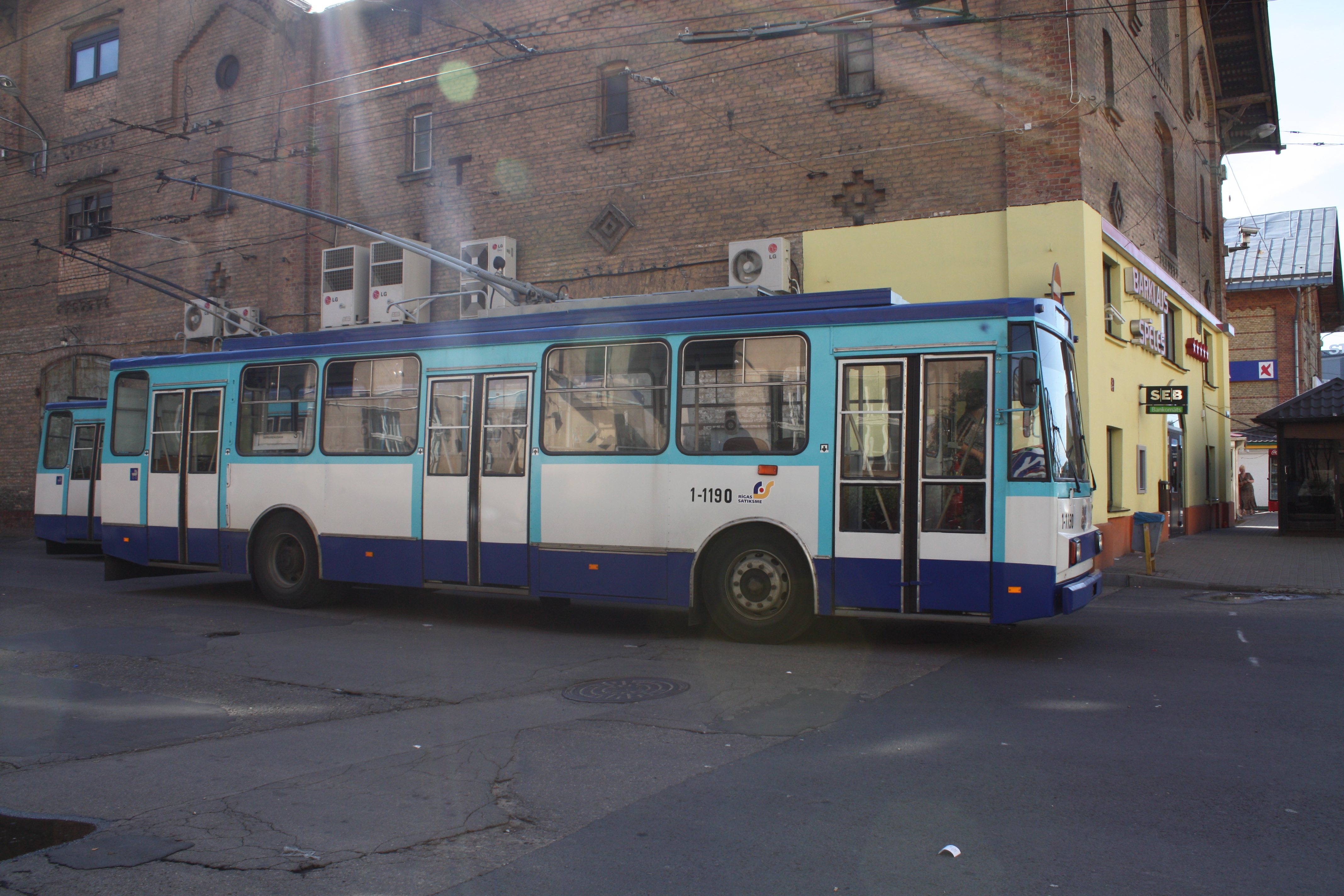
Ein älterer Trolleybus des Typs Škoda 14Tr

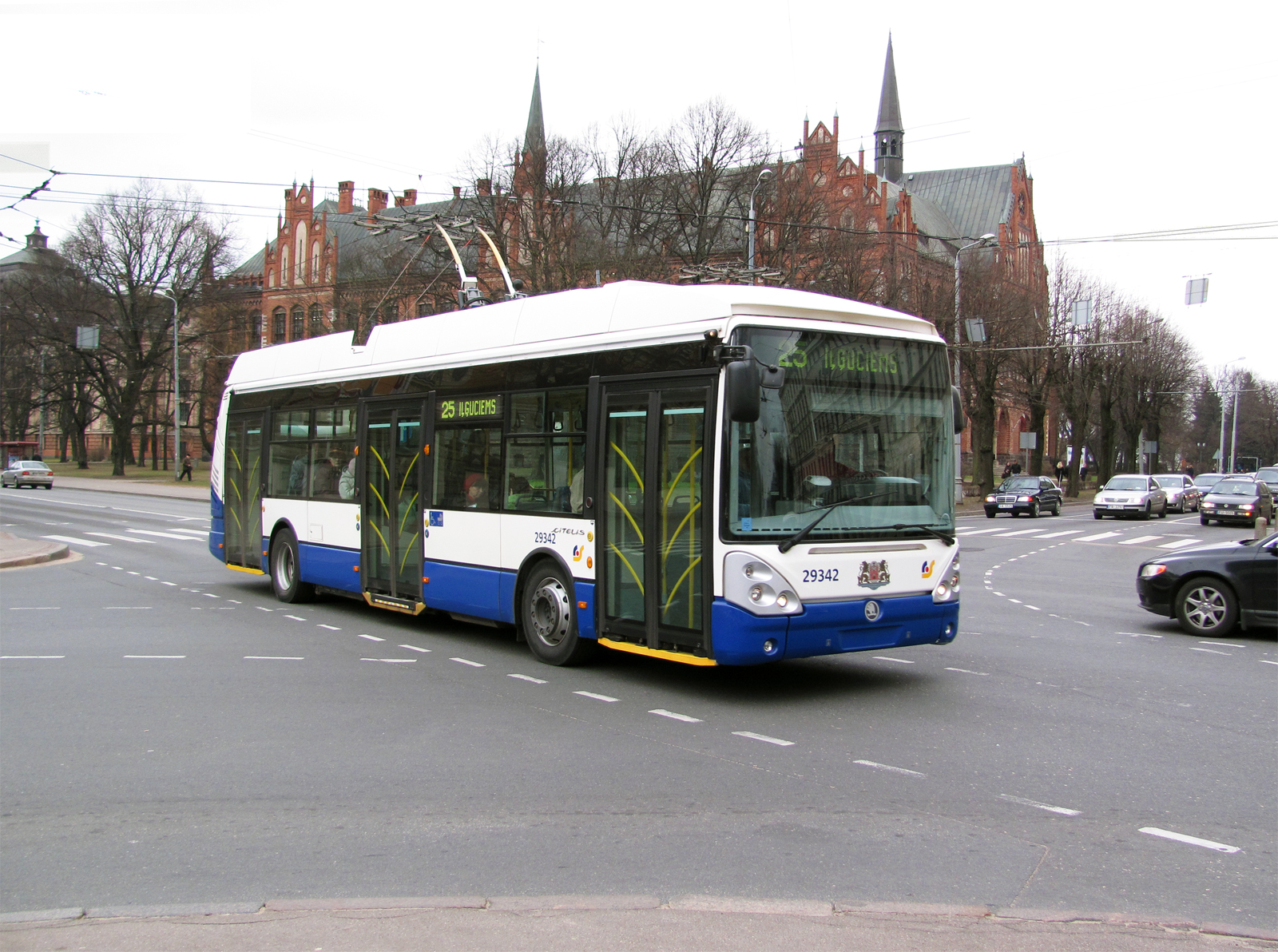
Škoda 24Tr Irisbus auf der Krišjāņa-Valdemāra-Straße

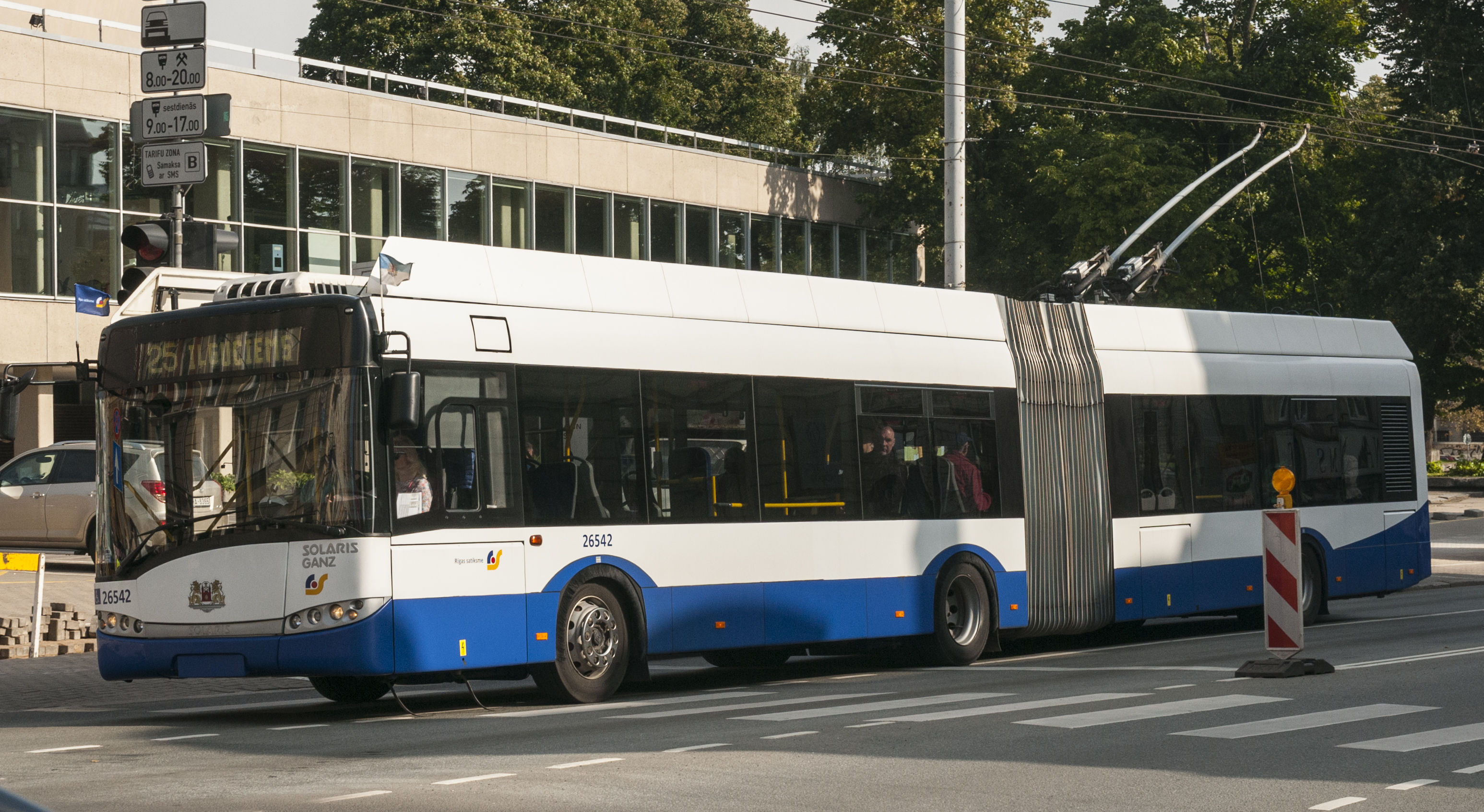
Solaris Trollino 18 auf der Brīvības iela

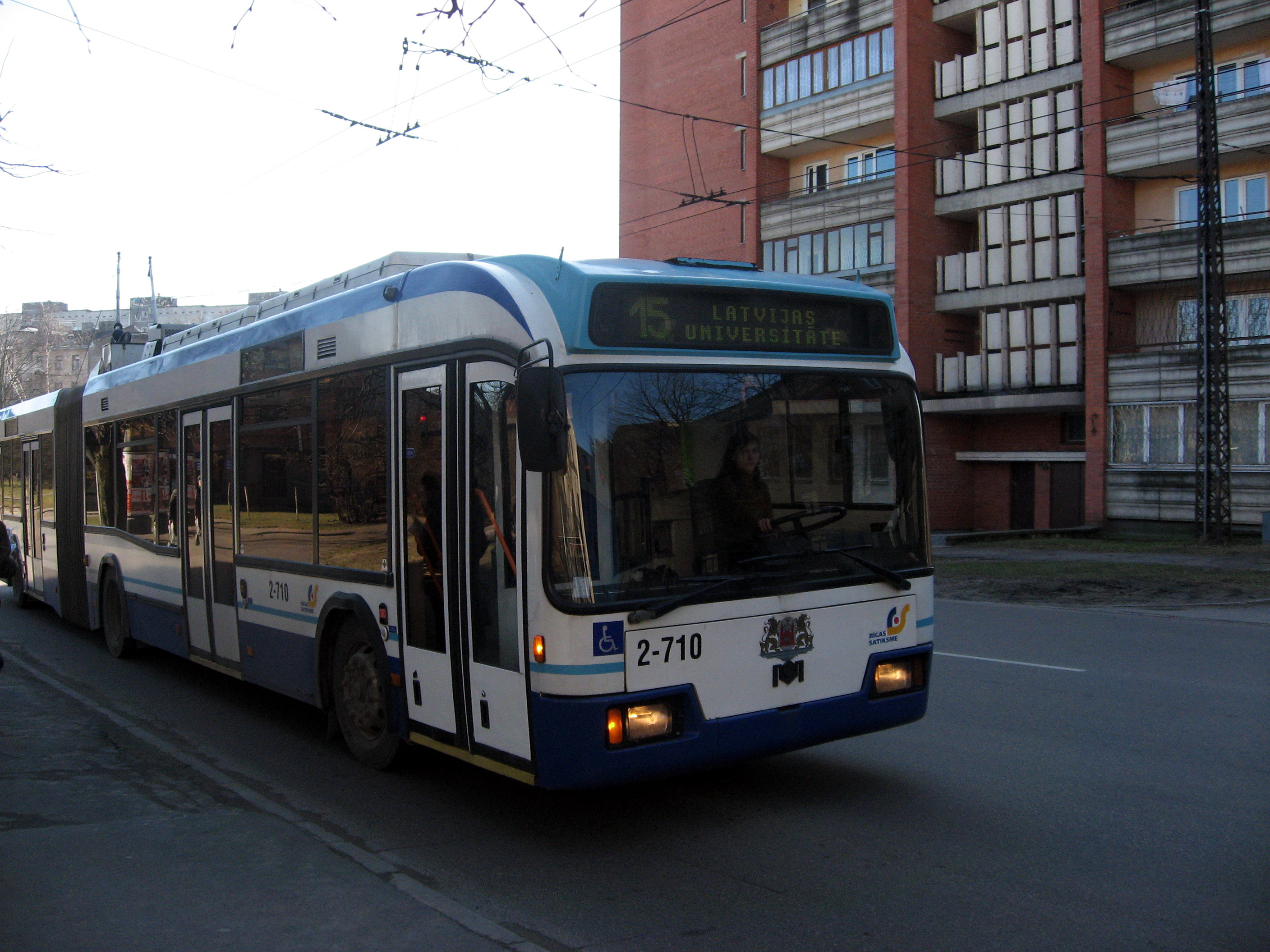
Belkommunmasch-Obus auf der Linie 15

Der Oberleitungsbus Riga ist der einzige Oberleitungsbus-Betrieb in Lettland. Der Obusverkehr in der Hauptstadt Riga wurde am 6. November 1947 eröffnet und ergänzt seither die seit 1882 bestehende örtliche Straßenbahn. Er wird von der Gesellschaft RP SIA Rīgas satiksme betrieben und befährt 19 Linien. Diese werden von 328 Wagen bedient, darunter überwiegend Fahrzeuge des tschechischen Herstellers Škoda. Beheimatet sind die Fahrzeuge in zwei verschiedenen Depots.

## Geschichte
Die erste Rigaer Obus-Linie wurde am 4. November 1947 eröffnet, sie führte vom Viestura-Garten bis zur Daugavpilser Straße. Erster Rigaer Obustyp waren in Jaroslawl gebaute JaTB-1-Obusse. Das erste Obus-Depot befand sich auf dem Gelände des Straßenbahn-Depots an der heutigen Brīvības iela (damals Ļeņina iela), später wurde das erste eigenständige Obus-Depot am Ganību dambis eröffnet. 1948 ging eine zweite Linie in Betrieb, sie verband den Zentralmarkt mit Sarkandaugava. Später wurde sie bis Mežaparks verlängert.
1961 wurden zwei neue Linien eröffnet, eine in Āgenskalns, eine weitere führte zur Buļļu iela. Ebenfalls 1961 wurden die ersten Škoda-Obusse angeliefert.
Die ersten Obusse des Typs Škoda 14Tr01 wurden 1982 geliefert, später folgte der Typ Škoda 14Tr02. 1989 wurde der erste Gelenkwagen vom Typ Škoda 15Tr in Dienst gestellt. Sie ersetzten die für den Rigaer Obus-Betrieb lange Jahre typischen Oberleitungsbusdoppeltraktionen des Typs Škoda 9Tr, insgesamt existierten 103 Einheiten. Die ersten von ihnen wurden 1973 gebildet, die letzten verkehrten 2001. Später wurde ein Teil der zuletzt gelieferten Škoda-Obusse modernisiert und fortan als 14TrM und 15TrM bezeichnet.
2001 wurden testweise elf Obusse des belarussischen Anbieters Belkommunmash beschafft.
Zwischen 2001 und 2007 folgten 52 Gelenkwagen der Baureihe Solaris Trollino 18. Ferner ab 2007 Solowagen des Typs Škoda 24Tr Irisbus.
Seit dem 1. September 2009 benutzen die O-Busse der Linien 9 und 27 im Rigaer Stadtzentrum ihren Hilfsmotor im planmäßigen Fahrgastbetrieb.
Im Jahr 2013 gewann Škoda eine Ausschreibung über die Lieferung von insgesamt 125 niederflurigen Gelenkwagen des Typs 27Tr. Außerdem besteht eine Option im Vertrag, 38 weitere Fahrzeuge zu erwerben. Zur Ausstattung gehören eine Klimaanlage, ein modernes Fahrgastinformationssystem und eine automatische Fahrgastzähleinrichtung. Bereits in den Jahren 2007–2009 waren 150 Oberleitungsbusse des Typs Škoda 24Tr geliefert worden.

## Fahrzeuge

### Aktuell eingesetzte Typen
Die Liste ist nach Anzahl der im Betrieb befindlichen Fahrzeuge des jeweiligen Typs sortiert.
| Hersteller | Typ                        | Lieferung           | Anzahl | Bemerkung                                                                                          |
| ---------- | -------------------------- | ------------------- | ------ | -------------------------------------------------------------------------------------------------- |
| Škoda      | 24Tr Irisbus               | 2008–2009           | 90     | Mit Diesel-Hilfsmotor                                                                              |
| Škoda      | 24Tr Irisbus               | 2007–2008           | 60     | Ohne Diesel-Hilfsmotor (im Jahr 2010 wurden 22 Fahrzeuge zusätzlich mit Hilfsantrieb ausgestattet) |
| Solaris    | Trollino 18 I (GST – 18)   | 2001–2005           | 27     | |
| Solaris    | Trollino 18 III (GST – 18) | 2005–2007           | 25     | |
| Škoda      | 27Tr Solaris               | 2014                | 50+1   | Mit Diesel-Hilfsmotor                                                                              |
| Škoda      | 15Tr                       | 1989–1991           | 25     | nur noch 12 Fahrzeuge in Betrieb                                                                   |
| Škoda      | 15TrМ                      | 1998–2000           | 10     | nur noch 5 Fahrzeuge in Betrieb                                                                    |
| Škoda      | 14Tr                       | 1982–1989 1995–2000 | 270    | nur noch 4 Fahrzeuge in Betrieb                                                                    |

### Ehemalige Typen
| Hersteller                    | Typ            | Lieferung      | In Betrieb | Anzahl | Bemerkungen |
| ----------------------------- | -------------- | -------------- | ---------- | ------ | --- |
| JaTB (Jaroslawls Auto Fabrik) | JaTB-1         | 1947–?         | 1947–?     | 3      | gebraucht erworben |
| Sawod imeni Urizkogo          | MTB-82D        | 1948–1961      | 1948–1971  | 100    | |
|                               | TBES           | 1960           |            | 7      | |
| Škoda                         | 8Tr            | 1960–1961      |            | 25     | |
| Škoda                         | 9Tr            | 1962–1978      |            |        | |
| Škoda                         | 12Tr / 12TrH   | 1969–1982      | 1969–2001  | 103    | 12Tr war die Typenbezeichnung für die 9Tr-Doppeltraktionen. Unterbaureihen waren: 12Tr14, 12Tr15, 12Tr16, 12Tr17, 12Tr19, 12Tr20, 12Tr21, 12Tr24, 12Tr27, 12Tr29 |
| Sawod imeni Urizkogo          | SiU-5 / SiU-5D | 1965–1965 1968 |            | 78     | |
| Sawod imeni Urizkogo          | SiU-9          | 1978           |            | 12     | |
| Škoda                         | 9TrH           | 1979–1982      |            | 80     | |
| Škoda                         | 14TrМ          | 1998–2000      | 1998–2015  | 26     | |
| Belkommunmasch                | AKSM – 333     | 1999–2001      | 1999–2015  | 11     | |

Die Zusatzbezeichnung H bei den Typen 9Tr beziehungsweise 12Tr steht für die zweitürigen Wagen.

## Aktuelle Obus-Linien
Seit dem 1. September 2022 besteht folgendes Liniennetz:
| Linie | Start                 | Ziel                    | Bemerkungen                                                        |
| ----- | --------------------- | ----------------------- | ------------------------------------------------------------------ |
| 01    | Valmieras iela        | Pētersalas iela         | Einzige Linie die nur durch Innenstadt fährt                       |
| 03    | Centrāltirgus         | Sarkandaugava           | Einige Fahrten bis nach Kundziņsala                                |
| 04    | Jugla                 | Ziepniekkalns           | Über Gaisa tilts und Salu tilts                                    |
| 05    | Daugavas stadions     | Paula Stradiņa slimnīca | Über Vanšu tilts                                                   |
| 09    | Stacijas laukums      | Iļģuciems               | Über Akmens tilts                                                  |
| 11    | Centrālā stacija      | Ieriķu iela             | Über Augusta Deglava tilts                                         |
| 12    | Āgenskalna priedes    | Šmerlis                 | Über Vanšu tilts                                                   |
| 13    | Centrāltirgus         | Ieriķu iela             | Über Gaisa tilts                                                   |
| 14    | Esplanāde             | Mežciems                | Über Gaisa tilts                                                   |
| 15    | Latvijas Universitāte | Ķengarags               |                                                                    |
| 16    | Pļavnieki             | Šmerlis                 | Einzige Linie, die nicht durch Innenstadt fährt                    |
| 17    | Centrālā stacija      | Purvciems               | Über Gaisa tilts                                                   |
| 18    | Centrālā stacija      | Mežciems                | Über Jorģa Zemitāna tilts                                          |
| 19    | Pētersalas iela       | Ziepniekkalns           | Über Salu tilts, einige Fahrten in beide Richtungen durch Dzintars |
| 20    | Latvijas Universitāte | Televīzijas centrs      |                                                                    |
| 22    | Centrālā stacija      | Pļavnieki               | Über Augusta Deglava tilts                                         |
| 23    | Centrālā stacija      | Purvciems               | Über Aleksandra Čaka iela                                          |
| 25    | Brīvības iela         | Iļģuciems               | Über Vanšu tilts                                                   |
| 27    | Stacijas laukums      | Ziepniekkalns           | Über Akmens tilts                                                  |
| 31    | Centrāltirgus         | Berģuciems              | Ehemalige Bus-Linie 1                                              |
| 34    | Centrāltirgus         | Mazā Juglas iela        | Ehemalige Bus-Linie 14                                             |
| 35    | Centrāltirgus         | Mežciems                | Ehemalige Bus-Linie 5, über Jorģa Zemitāna tilts                   |